# هیرواکی موریشیما
هیرواکی موریشیما (به انگلیسی: Hiroaki Morishima) بازیکن فوتبال اهل ژاپن و عضو تیم ملی فوتبال ژاپن است که در تاریخ ۲۱ مه ۱۹۹۵ میلادی اولین بازی ملی‌اش را انجام داد. او در ۶۴ بازی ملی حضور داشت و آخرین بازی ملی خود را در تاریخ ۱۸ ژوئن ۲۰۰۲ میلادی انجام داد. هیرواکی موریشیما در بازی‌های ملی‌اش
۱۲ گل به ثمر رساند.